# Pařmeni
Pařmeni (v originále A Few Best Men) je australsko-britská komedie z roku 2011. Scénář k filmu napsal Dean Craig a režisérem filmu je Stephan Elliott . V hlavní roli se objevuje Xavier Samuel jako mladý ženich mířící do australských Blue Mountains se svými třemi svědky na svatbu.

## Obsah filmu
Na dovolené se spolu setkávají David (Xavier Samuel) a Mia (Laura Brent) a zamilují se do sebe. Na konci týdne požádá David Miu o ruku, ta souhlasí a dohodnou se, že se během několika dní vezmou. David cestuje zpět do Anglie a jako svědky si vybere své tři nejlepší přátele, rozumného Toma (Kris Marshall), naivního Grahama (Kevin Bishop) a depresivního Luka (Tim Draxl). Ženich a jeho svědci cestují do Austrálie na svatbu Davida a Mii. Ale rodiče Mii, Barbara (Olivia Newton-Johnová) a Jim (Jonathan Biggins) jsou skeptičtí ohledně svatby a když se objeví i Jimův beran, je o problémy postaráno.

## Obsazení
| Xavier Samuel         | David Locking |
| Laura Brent           | Mia Ramme     |
| Olivia Newton-Johnová | Barbara Ramme |
| Jonathan Biggins      | Jim Ramme     |
| Kris Marshall         | Tom           |
| Kevin Bishop          | Graham        |
| Tim Draxl             | Luke          |
| Rebel Wilson          | Daphne Ramme  |
| Steve Le Marquand     | Ray           |
| Elizabeth Debicki     | Maureen       |

## Premiéra
Film měl v Austrálii premiéru v kinech dne 26. ledna 2012. Ve Spojených státech se film poprvé objevil na filmovém festivalu Mill Valley Film Festival v San Rafael v Kalifornii dne 14. října 2011. V České republice, Německu, Švýcarsku a Singapuru měl film premiéru 14. června 2012 a ve Spojeném království se objeví až 31. srpna 2012 .

## Domácí video
Film Pařmeni stále nebyl vydán pro Českou republiku na DVD, s českou lokalizací se ale jako jeden z prvních filmů vůbec objevil v internetovém obchodě iTunes.

## Soundtrack
Společnost Universal Music Austrálie vydala dne 20. ledna 2012 soundtrack k tomuto filmu, nazvaný A Few Best Man: Original Motion Picture Soundtrack and Remixes. Většinu písní na soundtracku zpívá Olivia Newton-Johnová.

### Tracklist
1. "Weightless" – Olivia Newton-Johnová
2. "The Rain, the Park and Other Things" (Lo Five Remix) – Olivia Newton-Johnová
3. "The Nips Are Getting Bigger" – The Wedding Band
4. "Daydream Believer" (Chew Fu Fix) – Olivia Newton-Johnová
5. "The Pushbike Song" (Pablo Calamari Remix) – Olivia Newton John
6. "Wankered" – The Wedding Band
7. "Afternoon Delight" – The Wedding Band
8. "A Beautiful Morning" – The Wedding Band
9. "Brand New Key" (Archie Remix) – Olivia Newton-Johnová
10. "The Love Boat" (Roulette Remix) – Olivia Newton-Johnová
11. Live It Up" – The Wedding Band
12. "Sugar, Sugar" (Chew Fu Fix) – Olivia Newton-Johnová
13. "Living in the '70s" – The Wedding Band
14. "Devil Gate Drive" (Chew Fu & PVH Night Fever Remix) – Olivia Newton-Johnová
15. "Georgy Girl" – Olivia Newton-Johnová (Roulette Remix)
16. "I Think I Love You" (Chew Fu & PVH Love Hurts Remix) – Olivia Newton-Johnová
17. "Two Out of Three Ain't Bad" (Lo Five remix) – Olivia Newton-Johnová
18. "Mickey" (Chew Fu Fix) – Olivia Newton-Johnová
19. "Weightless" (Punk Ninja Remix) – Olivia Newton-Johnová

## Recenze
- Tomáš Kordík, Fdb.cz, 22. června 2012  [5]
- František Fuka, FFFilm.cz, 9. června 2012  [6]
- Štefan Titka, Koule.cz, 15. června 2012  [7]
- Matěj Svoboda, Moviezone.cz, 13. června 2012  [8]
- Jan Gregor, Aktuálně.cz, 14. června 2012  [9]
- Michaela Benešovská, Filmserver.cz, 21. června 2012  [10]
- Martin Šrajer, magazín Cinema, 14. června 2012  [11]
- Eliška Nová, Topzine.cz, 13. června 2012  [12]